# Уэссекский диалект древнеанглийского языка
Уэссекский диалект древнеанглийского языка (англ. West Saxon dialect) — это один из четырёх диалектов древнеанглийского языка наряду с кентским и двумя англскими диалектами (мерсийским и нортумбрийским), на котором говорили в первую очередь в Уэссексе.
В развитии уэссекского диалекта выделяют два периода: раннеуэссекский и позднеуэссекский. На раннеуэссекском, в частности, говорил король Альфред (849—899). К XI веку можно говорить о позднеуэссекском диалекте, ставшим первой стандартной формой письменного английского языка (т. н. Винчестерский стандарт, англ. Winchester standard).
На этом диалекте говорили на юге и западе Англии в области, где располагались резиденция англосаксонских королей Уинчестер и важный монастырь. Несмотря на то, что другие древнеанглийские диалекты продолжали функционировать, у исследователей создаётся впечатление, что все писцы того времени создавали и переписывали рукописи, используя этот престижный стандарт. Например, хорошо известные древнеанглийские поэмы Беовульф и Юдифь, которые первоначально были написаны на других диалектах, были впоследствии переписаны в соответствии с уэссекской нормой.
Отрывок текста, датируемый XI столетием (поздний уэссексский диалект древнеанглийского языка)
(Буквы þ и ð передают θ и ð.)
Syððan wæs geworden þæt he ferde þurh þa ceastre and þæt castel: godes rice prediciende and bodiende. and hi twelfe mid. And sume wif þe wæron gehælede of awyrgdum gastum: and untrumnessum: seo magdalenisce maria ofþære seofan deoflu uteodon: and iohanna chuzan wif herodes gerefan: and susanna and manega oðre þe him of hyra spedum þenedon.
Перевод на современный английский язык
«And it came to pass afterward, that he went throughout every city and village, preaching and showing the glad tidings of the kingdom of God: and the twelve were with him, and certain women, which had been healed of evil spirits and infirmities, Mary called Magdalene, out of whom went seven devils, and Joanna the wife of Chuza Herod’s steward, and Susanna, and many others, which ministered unto him of their substance.»
Перевод на современный русский язык
«После сего Он проходил по городам и селениям, проповедуя и благовествуя Царствие Божие, и с Ним двенадцать, и некоторые женщины, которых Он исцелил от злых духов и болезней: Мария, называемая Магдалиною, из которой вышли семь бесов, и Иоанна, жена Хузы, домоправителя Иродова, и Сусанна, и многие другие, которые служили Ему имением своим.»
 — Перевод Евангелия от Луки, глава 8, стихи 1-3, из Нового Завета